# قائمة وسائل إعلام تيكن

تبدأ سلسلة تيكن مع اللعبة المسماة في 1994

## ألعاب الفيديو

### السلسلة الرئيسية
| العنوان | التفاصيل |
| --- | --- |
| [[تيكن (لعبة فيديو)\|]] تاريخ الإصدار الأصلي: | سنوات الإصدار وفقاً للمشغل: 1995-بلاي ستيشن |
| [[تيكن (لعبة فيديو)\|]] تاريخ الإصدار الأصلي: | ملاحظات: - المبيعات في جميع أنحاء العالم: 1 مليون+ - صدرت أصلاً كلعبة آركيد على نامكو بلاي ستيشن المبنية مجلس سيستم 11 في 1994 - لعبة بلاي ستيشن الأولى لتباع بأكثر من مليون وحدة |
| تيكن 2 تاريخ الإصدار الأصلي: اليابان March 29, 1996 أ.ش. 25 أغسطس 1996 أوروبا أكتوبر 1996 | سنوات الإصدار وفقاً للمشغل: 1996—بلاي ستيشن 2006—بلاي ستيشن 3 (أ.ش. فقط), بلاي ستيشن بورتابل (أ.ش. فقط) 2009—زيبو (ب.ر. فقط) |
| تيكن 2 تاريخ الإصدار الأصلي: اليابان March 29, 1996 أ.ش. 25 أغسطس 1996 أوروبا أكتوبر 1996 | ملاحظات: - المبيعات في جميع أنحاء العالم: 5.7 ملايين - صدرت أصلاً كلعبة آركيد على مجلس نامكو سيستم 11 في 1995 |
| تيكن 3 تاريخ الإصدار الأصلي: اليابان 26 مارس 1998 أ.ش. April 29, 1998 أوروبا September 1998 | سنوات الإصدار وفقاً للمشغل: 1998—بلاي ستيشن |
| تيكن 3 تاريخ الإصدار الأصلي: اليابان 26 مارس 1998 أ.ش. April 29, 1998 أوروبا September 1998 | ملاحظات: - المبيعات في جميع أنحاء العالم: 8.3 ملايين - دخول في العلامة التجارية بأكمله بأعلى تقييم - ثاني أفضل لعبة فيديو قتالية تباع على الإطلاق بعد سوبر سماش برذرز براول - صدرت أصلاً كلعبة أركيد في نامكو بلاي ستيشن المبنية مجلس سيستم 12 في 1997                                               |
| تيكن تاغ تورنمنت تاريخ الإصدار الأصلي: اليابان 30 مارس 2000 أ.ش. October 25, 2000 أوروبا 24 نوفمبر 2000                                                                                         | سنوات الإصدار وفقاً للمشغل: 2000—بلاي ستيشن 2 2011—بلاي ستيشن 3 إتش دي |
| تيكن تاغ تورنمنت تاريخ الإصدار الأصلي: اليابان 30 مارس 2000 أ.ش. October 25, 2000 أوروبا 24 نوفمبر 2000                                                                                         | ملاحظات: - المبيعات في جميع أنحاء العالم: 2.367 مليون - عنوان إطلاق لبلاي ستيشن 2 - صدرت أصلاً كلعبة آركيد على مجلس نامكو سيسم 12 في 1999 - تم إعادة التسجيل في بلاي ستيشن 3 وإعادة الإصدار كجزء من تيكن هايبريد في 2011                                                                             |
| تيكن 4 تاريخ الإصدار الأصلي: اليابان 28 مارس 2002 أوروبا 13 سبتمبر 2002 أ.ش. 23 سبتمبر 2002 | سنوات الإصدار وفقاً للمشغل: 2002—بلاي ستيشن 2 |
| تيكن 4 تاريخ الإصدار الأصلي: اليابان 28 مارس 2002 أوروبا 13 سبتمبر 2002 أ.ش. 23 سبتمبر 2002 | ملاحظات: - المبيعات في جميع أنحاء العالم: 1.979 مليون - أصدرت أصلاً كلعبة آركيد على مجلس نامكو بلاي ستيشن 2 المبنية سيستم 246 في 2001 |
| تيكن 5 تاريخ الإصدار الأصلي: أ.ش. February 24, 2005 اليابان March 31, 2005 آ.س. May 1, 2005 أوروبا June 24, 2005                                                                                | سنوات الإصدار وفقاً للمشغل: 2005—بلاي ستيشن 2 |
| تيكن 5 تاريخ الإصدار الأصلي: أ.ش. February 24, 2005 اليابان March 31, 2005 آ.س. May 1, 2005 أوروبا June 24, 2005                                                                                | ملاحظات: - المبيعات في جميع أنحاء العالم: 6 ملايين - صدرت أصلاً كلعبة آركيد في مجلس نامكو بلاي ستيشن 2 المبني سيستم 256 في 2004 - تلقت تحديثاً في الأركيد معروفة باسم تيكن 5: دارك ريزوركشن |
| تيكن 5: دارك ريزوركشن تاريخ الإصدار الأصلي: اليابان July 6, 2006 أ.ش. 25 يوليو 2006 أوروبا 15 سبتمبر 2006 أ.س. September 21, 2006 اليابان August 1, 2007 (أونلاين) أ.ش. 30 أغسطس 2007 (أونلاين) | سنوات الإصدار وفقاً للمشغل: 2006—بلاي ستيشن بورتابل, بلاي ستيشن 3 (JP) 2007—بلاي ستيشن 3 (بلاي ستيشن نتورك)(NA, EU, AU) |
| تيكن 5: دارك ريزوركشن تاريخ الإصدار الأصلي: اليابان July 6, 2006 أ.ش. 25 يوليو 2006 أوروبا 15 سبتمبر 2006 أ.س. September 21, 2006 اليابان August 1, 2007 (أونلاين) أ.ش. 30 أغسطس 2007 (أونلاين) | ملاحظات: - المبيعات في جميع أنحاء العالم: 2.6 مليون - صدرت أصلاً كلعبة آركيد في مجلس نامكو سيستم 256 في اليابان في 2005 وفي أمريكا الشمالية في 2006 - أصدرت باسم تيكن: دارك ريزوركشن في بلاي ستيشن بورتابل - تم تحديث نسخة بلاي ستيشن 3 مع مكون أونلاين وتم تغيير اسمه تيكن 5: دارك ريزوركشن أونلاين |
| تيكن 6 تاريخ الإصدار الأصلي: أ.ش. 27 أكتوبر 2009 اليابان 29 أكتوبر 2009 أوروبا 30 أكتوبر 2009 أ.س. November 5, 2009                                                                             | سنوات الإصدار وفقاً للمشغل: 2009—بلاي ستيشن 3, إكس بوكس 360, بلاي ستيشن بورتابل (NA, EU, AU) 2010—بلاي ستيشن بورتابل (JP) |
| تيكن 6 تاريخ الإصدار الأصلي: أ.ش. 27 أكتوبر 2009 اليابان 29 أكتوبر 2009 أوروبا 30 أكتوبر 2009 أ.س. November 5, 2009                                                                             | ملاحظات: - المبيعات في جميع أنحاء العالم: 3 مليون - صدرت أصلاً كلعبة آركيد في مجلس بانداي نامكو بلاي ستيشن 3 المبنية سيستم 357 في 2007 - أول تيكن تطلق التنصيب كلعبة متعددة - تلقت تحديثاً في الآركيد بعنوان تيكن 6: بلودلاين ريبيلن في 18 ديسمبر 2008                                                |
| تيكن تاغ تورنمنت 2 تاريخ الإصدار الأصلي: اليابان 13 سبتمبر 2012 أ.ش. 11 سبتمبر 2012 أوروبا 14 سبتمبر 2012 أوس 10 سبتمبر 2012                                                                    | سنوات الإصدار وفقاً للمشغل: 2011—بلاي ستيشن 3 (برولوغ) 2012—بلاي ستيشن 3, إكس بوكس 360, وي يو |
| تيكن تاغ تورنمنت 2 تاريخ الإصدار الأصلي: اليابان 13 سبتمبر 2012 أ.ش. 11 سبتمبر 2012 أوروبا 14 سبتمبر 2012 أوس 10 سبتمبر 2012                                                                    | ملاحظات: - المبيعات في جميع أنحاء العالم: 1.35 مليون - صدرت أصلاً كلعبة آركيد في مجلس بانداي نامكو بلاي ستيشن 3 المبني سيستم 369 في 2011 - ديمو شملت مع تيكن هايبريد على بلاي ستيشن 3 بعنوان تيكن تاغ تورنمنت 2: برولوغ في 2011 - تلقت تحديثاً في الأركيد بعنوان تيكن تاغ تورنمنت 2 أنليميتد في 2012  |
| تيكن 7 تاريخ الإصدار الأصلي: أ.ش. TBA اليابان 18 مارس 2015 EU TBA أ.س. TBA | سنوات الإصدار وفقاً للمشغل: TBA 2015—بلاي ستيشن 4 |
| تيكن 7 تاريخ الإصدار الأصلي: أ.ش. TBA اليابان 18 مارس 2015 EU TBA أ.س. TBA | ملاحظات: - ستعمل على أنريل إنجين 4 - أصدرت أصلاً كلعبة آركيد في مجلس آركيد بانداي نامكو بي سي المبنية في 2015 |